# 베셀 (기업)
베셀(Vessel Co., Ltd.)주식회사는 LCD 및 OLED 터치패널용 In-line System, 반도체/2차전지용 공정장비 및 각종 자동화장비를 생산하는 대한민국의 기업이다. 

## 역사
2004년 6월 설립되었으며 코넥스 시장에 상장되어 있었으나 2015년 6월 코스닥 시장으로 이전되었다. 주주우선공모의 구주주 청약에 최대주주가 배정주식에 대한 납입을 100% 완료했다  2023년 12월 13일 무상증자 권리락이 발생하였고 2024년 1월 2일에 유상증자의 신주상장이 예정되어 있다.

## 사업
주요 제품은 LCD 와 OLED 디스플레이용 관련 장비와 터치패널용 장비이다. 매출구성은 디스플레이제조장비 98%, 부품 등 기타 2%로 이루어진다.

## 증시 관련
베셀은 2015년도에 대한민국의 주식 시장에서 중소형주 및 동전주가 강세를 보이는 추세가 시작되자 크게 상승한 종목이기도 하다.
2014년 말부터 2015년 중순까지 90% 가까이 상승하여, 2015년 상반기 증시에서 주목받은 소형주 중의 하나이다.

## 논란
베셀은 한계기업에 직면한 상황에서 수주가 거의 중지되었고 회계 리스크도 해결되지 않았다.
베셀의 최대주주인 더이앤엠은 올 2월 베셀을 인수했는데 6개월도 지나지 않아 매각을 시도했다. 기존 서기만 대표가 사임하고 더이앤엠의 재경관리실 이사이기도 한 권현기 대표가 새로 선임됐다
지속적인 영업 적자로 인한 자금난으로 부채의 악순환에 빠질 수 있다는 비판도 있다
2023년 12월 18일 주가가 5일간 75% 이상 급등하여 투자경고종목에 지정되었으며 이후 2일간 40% 이상 급등하여 19일 1일간 매매거래가 정지되었다.
2023년 12월 기존 최대주주에게 178억원을 지급하고, 회사에 200억원을 투자하는 조건으로 더이앤엠 등에 경영권을 매각하였다

## 계열사

### Vessel Technology
중국 현지법인(지분 100%)

### 에스케이씨에스
2023년 12월 합병비율은 1 대 0.6595995, 신주의 상장예정일은 2024년03월29일으로 에스케이씨에스 흡수합병키로 결정했다

### 베셀에어로스페이스
경량항공기(LSA-100) 및 유무인 항공기 제조 및 개발하는 기업이다. 베셀의 지분은 43%으로 베셀항공공업유한공사이란 항공기 제조회사를 보유하고 있다(지분 100%)

#### 역사
2014년에는 항공사업부설 연구소를 등록했으며 국산 경항공기(KLA-100)개발 주관부처인 국토교통부와 건국대 스포츠급 경항공기 개발연구단과 함께 개발에 참여하고 있다.

## 같이 보기
- 중소형주
- 동전주
- 더이앤엠
- 미래컴퍼니
- 오성첨단소재
- 파인텍
- 파인디앤씨
- 한국항공우주

## 참고 문헌
1. ↑  박종선, 베셀 177350, 유진투자증권 IPO 예정 분석보고서, 2015년 6월 4일)
2. ↑  코넥스기업 베셀, 일곱번째로 코스닥 간다, 전자신문, 2015년 5월 7일
3. ↑  김경택, 베셀, 주주우선공모 최대주주 100% 납입 완료, 뉴시스, 2023년 12월 8일
4. ↑  김정은, 베셀, 유상증자 흥행에 3거래일 연속 상한가 핫종목, 뉴스1, 2023년 12월 18일
5. ↑  김지산, 키움증권 기업브리프-베셀, 2017. 3. 24
6. ↑  베셀 IR 자료 22년 5월 27일[깨진 링크(과거 내용 찾기)]
7. ↑  씨익~소형株가 웃는다…증권사 '진흙 속 진주' 발굴 소소한 기쁨, 한국경제, 2015년 7월 23일
8. ↑  박기범, 베셀, 오너리스크 속 멈춘 수주… 회계리스크는 진행형, 에너지경제신문, 2023년 12월 7일
9. ↑  박기범, 한계기업 베셀① 오너리스크, 문제의 알파이자 오메가, 에너지경제신문, 2023년 9월 18일
10. ↑  신민규, 베셀, 천신만고 끝 외부자금 조달 성사 '기대감', 더벨, 2023년 12월 12일
11. ↑  최지웅, 베셀 '빚내서 빚갚기' 악순환...이유없는 상한가, 딜사이트, 2023년 12월 18일
12. ↑  방영석, 거래소, 오킨스전자 투자경고종목 지정, 굿모닝경제, 2023년 12월 18일
13. ↑  서용덕, 베셀, 거래정지 풀리자 다시 껑충, 영남일보, 2023년 12월 20일
14. ↑  박기영, 베셀, 더이엔엠에 경영권 매각…유동성 '숨통', 딜사이트, 2022.12.30
15. ↑  베셀, 회사합병 결정, 인포스탁, 2023.12.27